# Agustí Rodas i Llimona
Agustí Rodas i Llimona, o italianitzat Agostino Rodas (Barcelona, 1816 – 10 de juliol de 1883), fou un baix i professor de cant català.

## Biografia
Fou fill de Josep Rodas i Maria Àngela Llimona.
Obtingué bon èxit amb el seu repertori d'òperes, va cantar assíduament al Liceu de Barcelona i a diversos teatres d'Itàlia.
Al Gran Teatre del Liceu va estrenar l'òpera del compositor Nicolau Manent anomenada Gualtiero di Monsonís, el dia 23 de maig de 1857, en una representació en benefici d'aquest baix operístic.
Encara molt jove va ser contractat per l'empresa del primitiu Liceu de Barcelona, en el que aconseguí un satisfactori èxit, i el 1841 passà a Milà per a continuar els seus estudis, cantant el mateix any I puritani a Pavia. Després cantà a Milà i més tard a Pàdua i Venècia; quan ja havia adquirit a Itàlia una solida reputació d'excel·lent baix, passà a Viena, tornant més tard a Itàlia on es feu aplaudir a Torí i Nàpols, i nou anys més tard tornava a Catalunya, portant a terme una lluïda campanya, primer al Liceu i després en el Teatre Principal de la ciutat comtal. Marxà altra volta a Itàlia i el 1859 se'l troba de nou a Barcelona i el 1870 a Madrid.
El 1879 la premsa va informar que havia patit un "atac cerebral" i que es trobava en estat greu. No obstant, va continuar amb la seva tasca de professor de cant.
Rodas interpretà amb gran mestressa no sols els rols de baix sinó també molts de baríton, en la major part del repertori corrent en la seva època.
Es va casar amb Josepa Anglés, de qui havia enviduat quan va morir l'any 1883, a causa d'una pneumònia.